# 錫薩克主教座堂

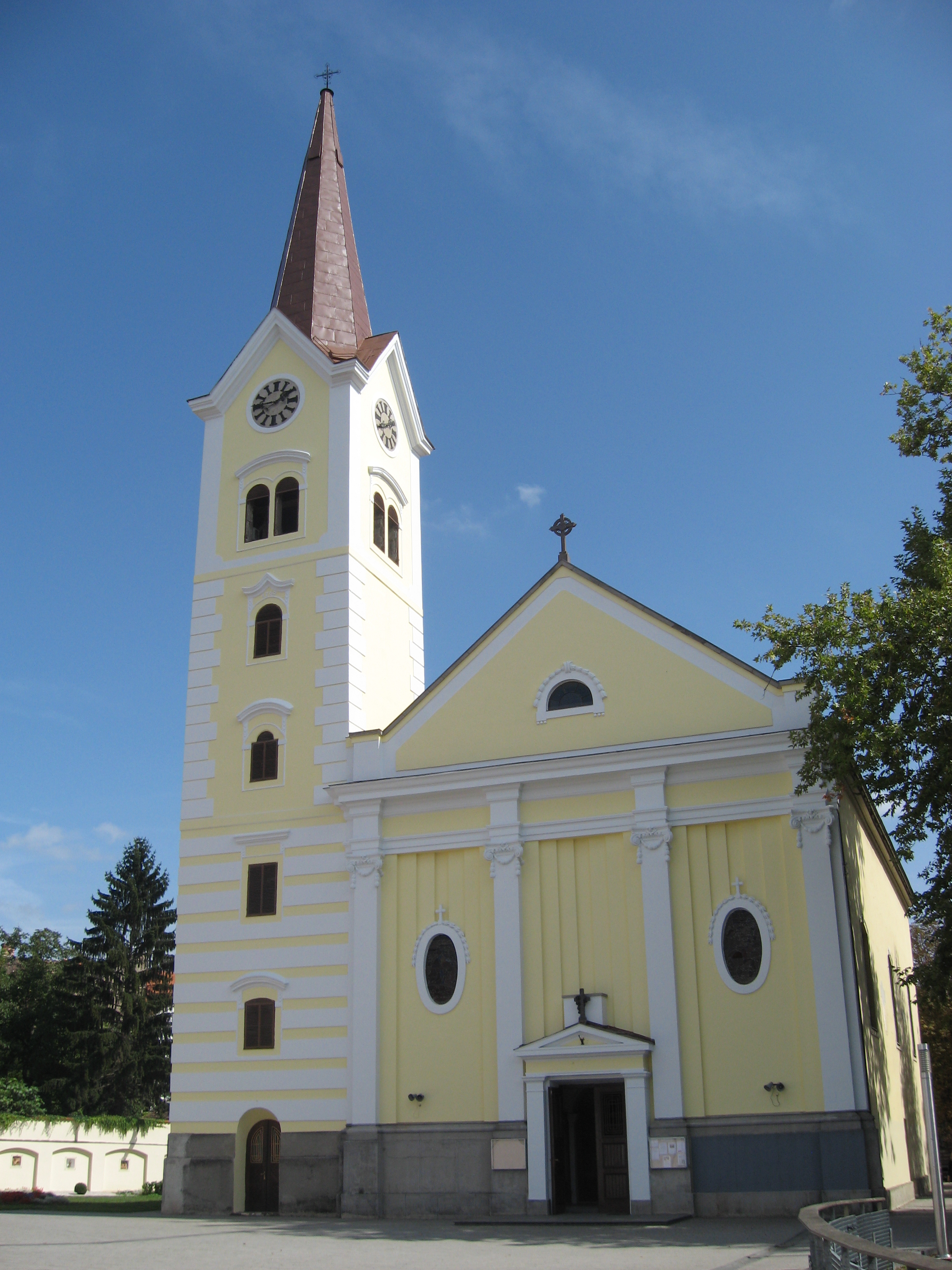

錫薩克主教座堂是位於克羅埃西亞城市錫薩克的一座羅馬天主教教堂。錫薩克主教座堂是天主教錫薩克教區的主教座堂 。